# Алтайлаг
Алтайський ВТТ (рос. АЛТАЙСКИЙ ИТЛ, Алтайлаг) — підрозділ, що діяв в структурі Головного управління таборів залізничного будівництва (рос. ГУЛЖДС) з 22.01.43 по 06.04.45. Першим начальником був Петренко Іван Григорович, майор ДБ.
Управління було дислоковане: ст. Кулунда Омської залізниці;
Алтайський край, с. Михайлівка Михайлівського р-ну.

## Історія
При створенні табору було наказано перекинути з Нижньо-Амурського ВТТ до 5000 з/к з механізмами, устаткуванням, автоколонами. Основним завданням Алтайлагу було будівництво залізниці Кулунда-Михайлівське (124 км) до 1 вересня 1944, Михайлівського содового комбінату, а також залізничної гілки до родовища природної соди. Іншими виконуваними роботами було спорудження будівель для содових печей Михайлівського содового комбінату, ЦЕС і 2-х паропродуктивних котлів заводу, житлове будівництво.
На січень 1944 Алтайлаг налічував 6473 ув'язнених, розбитих на ряд будівельних колон (табпунктів) вздовж гілки залізниці, а також на території споруджуваного содового комбінату в Михайлівці. Однак власних сил Алтайлага для завершення будівельних робіт у строк було недостатньо. В результаті на будівництво стали активно залучати вільнонайманих осіб, а також будівельні загони зі спецпереселенців (німців, поляків та ін.). Крім того, в район будівництва залізниці Михайлівка — ст. Кулунда перекидається частина в'язнів Сиблага. В районі будівництва утворюються два табори: Алтайлаг і Михайлівське відділення Сиблага, а на території Алтайського краю функціонують три табори: Алтайлаг, Михайлівське відділення Сиблага і табірне відділення Чистюньлага загальною чисельністю понад 10 тисяч ув'язнених.
Серед політичних в'язнів Алтайлага був поет Микола Заболоцький, засуджений в березні 1938 р за контрреволюційну діяльність до 5 років таборів.
При закритті Алтайлаг був перейменований в Саранський ВТТ та будівництво ГУЛЖДС і передислокований в Караганду, де згодом (22.09.45) ввійшов до складу Карлага.